# Clusia annularis
Clusia annularis är en tvåhjärtbladig växtart som beskrevs av Bassett Maguire. Clusia annularis ingår i släktet Clusia och familjen Clusiaceae. Inga underarter finns listade i Catalogue of Life.